# Jimmy Breslin
Pour les articles homonymes, voir Breslin.
Jimmy Breslin, né le 17 octobre 1928 à Jamaica (Queens, New York) et mort le 19 mars 2017 à Manhattan (New York), est un journaliste et romancier américain.

## Biographie
Breslin naît le 17 octobre 1928 dans une famille catholique irlandaise à Jamaica, dans le Queens, à New York. Son père, James Earl Breslin, un pianiste alcoolique, sort un jour pour acheter des rouleaux et ne revient jamais. Breslin et sa sœur, Deirdre, ont été élevés par leur mère, Frances (Curtin), professeur de lycée et enquêtrice du service social de la ville de New York, pendant la Grande Dépression aux États-Unis,,.

Breslin fréquente la Long Island University de 1948 à 1950. Il quitte l'université sans avoir obtenu de diplôme.

## Œuvre
- 1962 : Sunny Jim: The life of America's most beloved horseman, James Fitzsimmons  ASIN B0007DY5XS
- 1963 : Can't Anybody Here Play This Game? ASIN: B00704TRH6
- 1969 : World of Jimmy Breslin  (ISBN 0-345-21651-2)
- 1970 : The Gang That Couldn't Shoot Straight[7]  (ISBN 0-316-11174-0)
- 1973 : World without End, Amen  (ISBN 0-670-79020-6)
- 1976 : How the Good Guys Finally Won  (ISBN 0-345-25001-X)
- 1978 : .44  (ISBN 0-670-32432-9)
- 1983 : Forsaking All Others  (ISBN 0-449-20250-X)
- 1986 : Table Money  (ISBN 0-89919-312-9)
- 1988 : He Got Hungry and Forgot His Manners  (ISBN 0-89919-311-0)
- 1988 : The World According to Jimmy Breslin  (ISBN 978-0-89919-310-6)
- 1991 : Damon Runyon: A Life  (ISBN 0-89919-984-4)
- 1997 : I Want to Thank My Brain for Remembering Me: A Memoir  (ISBN 0-316-11879-6)
- 2002 : American Lives: The Stories of the Men and Women Lost on September 11  (ISBN 0-940159-77-5)
- 2002 : I Don't Want to Go to Jail: A Novel  (ISBN 0-316-12032-4)
- 2002 : The Short Sweet Dream of Eduardo Gutierrez  (ISBN 0-609-60827-4)
- 2004 : The Church That Forgot Christ  (ISBN 0-7432-6647-1)
- 2005 : America's Mayor: The Hidden History of Rudy Giuliani's New York – Preface to Robert Polner's book.  (ISBN 1-932360-58-1)
- 2007 : America's Mayor, America's President? The Strange Career of Rudy Giuliani – Preface to Robert Polner's next book  (ISBN 1-933368-72-1)
- 2008 : The Good Rat: A True Story  (ISBN 978-0-06-085666-3)
- 2011 : Branch Rickey  (ISBN 978-0-670-02249-6)

## Filmographie
- 1999 : Summer of Sam de Spike Lee : lui-même

## Récompenses et distinctions
- Prix George-Polk
- 1986 : Prix Pulitzer attribué à Jimmy Breslin du New York Daily News « for columns which consistently champion ordinary citizens »